# I KILL MY HEART
『I KILL MY HEART』（アイ・キル・マイ・ハート）は、the brilliant greenのボーカル・川瀬智子のソロユニット、Tommy heavenly6のアルバム。
2009年4月29日、デフスターレコーズよりリリース。

## 解説
- ベストアルバムから2ヶ月というハイペースでのリリースとなった3rdアルバム。全曲新曲という構成である。
- 当初、本作は初回生産限定盤(CD+DVD)と通常盤(CDのみ)の2形態で発売する予定であったが、CD+DVDの1形態での発売に変更になった。
- 初回限定はワンピースボックス仕様。

## 演奏
- 奥田俊作：ギター、プロデュース、アレンジ
- 山田“Anthony”サトシ：ベース
- 佐野康夫：ドラムス

## 収録曲

### CD
1. Wait For Me There (3:29)
2. Leaving You (3:53)
3. Do You Know My Heart? (3:27)
4. Sad End To A Fairy Tale (4:17)
5. Shut Up (2:36)
6. Flower Crown (3:59)
7. Surely (3:40)
8. Gonna Change My Way Of Life (2:39)
9. Playground (2:33)
10. Things I Can Do (3:43)
11. You Should Live In The Sunny Light (3:55)

全曲作詞：Tommy heavenly6　作曲・編曲：Chiffon Brownie (Shunsaku Okuda)

### DVD
1. Wait For Me There
2. Leaving You
3. Wait For Me There (february6 ver.)
4. Leaving You (february6 ver.)